# Sé
Sé (vyslovováno [šé], německy Scheibing, chorvatsky Šiba, Šieba) je velká vesnice v Maďarsku v župě Vas, spadající pod okres Szombathely. Nachází se asi 1 km západně od Szombathely. V roce 2015 zde žilo 1 341 obyvatel, jež dle údajů z roku 2011 tvořili 85,8 % Maďaři, 3,7 % Němci, 1,7 % Chorvati, 0,3 % Rumuni a 0,1 % Romové.
Sousedními vesnicemi jsou Bucsu, Dozmat, Narda a Torony, sousedním městem Szombathely.
Název Sé je spolu s názvy Ág, Bő a Őr nejkratším názvem obce v Maďarsku.